# 和 (シンガーソングライター)
和（いずみ、1968年12月11日 - ）は、日本のシンガーソングライター。旧芸名及び本名は橘 いずみ（たちばな いずみ、出生名）、榊 いずみ（さかき いずみ、婚姻当時の芸名及び本名）。
兵庫県神戸市出身。兵庫県立猪名川高等学校卒業、関西学院大学文学部史学科東洋史学専攻中退。2005年に映画監督の榊英雄と結婚。2女の母。ルビー・スー所属。株式会社ライラ代表取締役。

## 来歴
大学在学中の22歳の時にSMEJが開催したボーカリストオーディション「Voice'91」に出場して優勝、プロデビューへの足掛かりとなる。その後、須藤晃がプロデュースを担当することになり、1年ほど歌唱や作詞の指導を受ける。
1992年、シングル「君なら大丈夫だよ」、並びに同名タイトルのアルバムでデビュー。1993年に発売された「失格」で一躍人気を高め、その後も「バニラ」「サルの歌」などのヒットを飛ばす。特に「永遠のパズル」はテレビドラマ『この愛に生きて』の主題歌に採用され、自身最大のヒット作となる。当時はそのストイックなまでに自虐的な歌詞の内容、プロデューサーが須藤であることなど尾崎豊と共通している点から「女・尾崎豊」なる異名を取った事もあった。
1994年、エッセイ集『SWEETS』を上梓。1995年1月13日、日本武道館でのライブを実施した。
1995年から1997年には一人芝居『真空パック症』、2003年にはミュージカル『モンテ・クリスト伯』に出演した。
またソングライターとして、森進一、鈴木紗理奈、上戸彩などに歌詞・楽曲を提供している。
2004年、尾崎豊トリビュート・アルバム『"BLUE" A TRIBUTE TO YUTAKA OZAKI』に「路上のルール」で参加。
2006年6月2日に自身のホームページ上にて、2005年12月11日、自身の誕生日に俳優、映画監督の榊英雄と入籍していたことを発表した。アーティスト名も「榊いずみ」と改めた。2007年11月5日に長女を、2011年11月5日に次女を出産。偶然にも長女と次女は同じ誕生日となった。
韓国ドラマ『冬のソナタ』のテーマ曲の一部に、「26-Dec.11th, 1968」（アルバム『ごらん、あれがオリオン座だよ』）が使用されていたことから注目を集めたこともある。
NHK『みんなのうた』2019年12月・2020年1月の放送曲に「うどんパン」が使用された。
2020年8月8日、それまで本名で活動していたアーティスト名義を「和」（IZUMI）に再改名した。
2021年3月31日、株式会社ライラを設立し、代表取締役を務める。
2022年4月11日、夫であった榊英雄の性行為強要疑惑を受けて、榊と別居し、離婚に向けて協議中であることを明かす。7月29日、自身のYouTube番組『和のお茶の子さいさい 第1回』にて、「名前も元の名前に戻りまして」と離婚が成立したことをほのめかす挨拶を行い、のちに、5月末に離婚が成立していたことが報じられた。

## 人物
- 父親の転勤の都合で、兵庫県明石市・兵庫県宝塚市・兵庫県西宮市・沖縄県・大阪府高槻市・兵庫県川西市へ引越しをしている。
- 高校時代に初めて組んだバンドは「開戦前夜」、キーボードを担当する[1]。メインボーカルとして「唄いたい」という思いが強まり、5人組の女性バンド「ハイヒール」を結成。「ハイヒール」は10代のアマチュア音楽家を対象としたコンテスト『TEENS' MUSIC FESTIVAL』関西沖縄大会に出場。全国大会に駒を進めることは出来なかったが、関係者が橘の声を気に入り声をかける。のちに円広志のバンドでコーラスを担当する機会に恵まれる[2]。
- 大阪のライブハウス「FUNDANGO」でアルバイトをしていた大学4年生時分に、常連客のSMEJ社員からボーカリストオーディション「Voice'91」の参加を促されて出場し、優勝[1]。なお、「Voice'91」の各賞受賞者にくま井ゆう子、井上睦都実らがいる[3]。
- サインを書く時は「Be Honest.」と書き添えている。
- 2000年3月に大型自動二輪車免許を取得している。新車でハーレーダビッドソンXLH883ハガー スポーツスターを購入。「1000cc越えに乗りたい」という思いから、1200ccにエンジンボアアップを施し、ハンドルやローダウンなどカスタマイズを施している。カラーは、購入当時のカタログには掲載されていないパールホワイトで「白い稲妻号」と愛称を付けていた。
- 雑誌『HOT BIKE Japan』で、連載「だってわかんないんだもん。」をしていたこともある。
- UNICORNのABEDONの影響で、書道を始める。朝玄書道会の中島瞻風に師事し、九段を取得している。
- 自身のオフィシャルサイトの日記で度々映画の感想を書いており、ジャッキー・チェンマニアと書いていたこともある。自身の楽曲『マーティ・マクフライ』には数多くの映画作品を思わせるフレーズがある。
- ゲームマニアを公言していたこともあり、ゲームセンター通いや購入したゲームを度々日記に書いていた。セガのゲーム機ドリームキャストも購入している。プレイしていたシーマンが死んでしまったことを嘆く事もあった。自身の楽曲『銀河』ではゲームセンターを描写するフレーズや楽曲『かなしみさん』のイメージの説明に「クーロンズゲートの妖精」を持ち出すなどしている。
- パソコンの使い始めからApple製品を愛用している。iBookを使用していた時は「ナガシマくん」という愛称を付けていたこともあった。
- ブライアン・アダムスのファンであり、来日公演時の度に大阪や東京での公演を鑑賞し、2017年の来日公演時にも大阪公演、翌日の東京公演を鑑賞している。
- 薬師丸ひろ子のファンでもあり、話題に上がるとモノマネをする事がある。
- 再改名したアーティスト名に「和」の字を選んだのは、平和の和、調和の和、まんまるの和といった、これからの自身を表現するのにぴったりな一文字という直感によるものである[8]。

## ディスコグラフィー

### シングル
|      | 発売日         | タイトル           | C/W                  | 規格品番  |
| ---- | -------------- | ------------------ | -------------------- | --------- |
| 1st  | 1992年6月21日  | 君なら大丈夫だよ   | High School Band     | SRDL-3482 |
| 2nd  | 1992年11月21日 | また かけるから    | 空色のカーテン       | SRDL-3577 |
| 3rd  | 1993年3月10日  | 失格               | オールファイト       | SRDL-3620 |
| 4th  | 1993年9月22日  | バニラ             | ハムレット           | SRDL-3711 |
| 5th  | 1993年11月21日 | サルの歌           | きまり               | SRDL-3779 |
| 6th  | 1994年4月25日  | 永遠のパズル       | ボタン               | SRDL-3832 |
| 7th  | 1994年7月21日  | 上海バンドネオン   | まにあうかもしれない | SRDL-3889 |
| 8th  | 1994年11月21日 | GOLD               | ONE PAIR             | SRDL-3949 |
| 9th  | 1995年2月22日  | スパイシー・レッド | イワン               | SRDL-3981 |
| 10th | 1995年9月1日   | 真空パック嬢       | ハヤリスタリ         | SRDL-4085 |
| 11th | 1996年2月21日  | アマリリス         | 泣きたい             | SRDL-4168 |
| 12th | 1997年4月21日  | WINDOW             | RADIO WAVE           | SRDL-4351 |

### 配信限定シングル
|     | 発売日         | タイトル           | 規格品番      | 配信サイト                                            | 備考 |
| --- | -------------- | ------------------ | ------------- | ----------------------------------------------------- | --- |
| 1st | 2016年5月13日  | キッチン           | FTR-WD001     | OTOTOY・iTunes Store                                  | メ〜テレドラマ『まかない荘』主題歌 音楽配信サイトOTOTOYでは24bit/48kHzのハイレゾ配信 iTunes StoreではiTunes用マスタリング(非ハイレゾ) |
| 2nd | 2017年12月1日  | HOME               |               | iTunes Store                                          | メ〜テレドラマ『まかない荘2』主題歌 instrumental Versionも同時配信                                                                    |
| 3rd | 2019年12月11日 | うどんパン         | ANTCD-33957   | iTunes Store・その他                                  | 2019年12月～2020年1月NHK「みんなのうた」使用曲 mora、レコチョク、e-onkyo musicでは、ハイレゾ配信されている。                          |
| 4th | 2021年8月21日  | NEW WORLD NEW DAY  | LILA-001      | mora・その他                                          | 発売日当日は公式のみであったが、2021年9月4日に公式以外でもハイレゾも含めて配信されている。                                            |
| 5th | 2022年3月23日  | 永遠のパズル/失格  | MHXX03818B00Z | mora e-onkyo music Apple Music Spotify LINE MUSIC AWA | ソニー・ミュージックダイレクトによる配信限定企画「BESTタッグ」、通常とハイレゾ、ストリーミング同時配信                                |
| 6th | 2022年11月11日 | とんとん栗きんとん |               | レコチョク・その他                                    | 岐阜県中津川の栗を使ったお菓子、栗きんとんの歌                                                                                        |
| 7th | 2024年5月10日  | yell               |               | 公式のみ                                              | |

### コラボレーション・シングル
|     | 発売日       | タイトル       | C/W                        | 規格品番  | 備考 |
| --- | ------------ | -------------- | -------------------------- | --------- | --- |
| 1st | 2013年5月4日 | MAMA DON'T CRY | 生まれ来る子供たちのために | SMDR-1305 | 篠原美也子・榊いずみ・加藤いづみ名義。 母の日イベントとして開催されるコンサート「MAMA DON’T CRY」のテーマソング |

### オリジナル・アルバム
1stアルバムから7thアルバムまでは橘いずみ名義、8thアルバム以降は榊いずみ名義。また、2ndアルバムから7thアルバムまではCD/MDの2形態発売であった。
|      | 発売日        | タイトル                                         | 規格品番  |
| ---- | ------------- | ------------------------------------------------ | --------- |
| 1st  | 1992年6月21日 | 君なら大丈夫だよ                                 | SRCL-2423 |
| 2nd  | 1993年4月1日  | どんなに打ちのめされても                         | SRCL-2583 |
| 3rd  | 1994年1月12日 | 太陽が見てるから                                 | SRCL-2811 |
| 4th  | 1994年6月22日 | こぼれおちるもの                                 | SRCL-2924 |
| 5th  | 1995年2月22日 | 十字架とコイン                                   | SRCL-3133 |
| 6th  | 1996年3月21日 | ごらん、あれがオリオン座だよ                     | SRCL-3479 |
| 7th  | 1997年5月21日 | TOUGH                                            | SRCL-3939 |
| 8th  | 2007年4月25日 | Family Tree                                      | RDCA-1006 |
| 9th  | 2011年7月18日 | 一瞬のまばたきみたいに消えてしまう僕らはきらめき | FTR-CD001 |
| 10th | 2014年7月26日 | ほねのうずめ方                                   | FTR-CD003 |
| 11th | 2017年5月13日 | SOUNDTRACKS                                      | FTR-CD006 |
| 12th | 2023年6月21日 | 放浪癖の星屑                                     | LILA-004  |

### ミニ・アルバム
3枚共に橘いずみ名義。
|     | 発売日        | タイトル        | 規格品番  |
| --- | ------------- | --------------- | --------- |
| 1st | 2001年9月27日 | bellybutton     | PSCR-5994 |
| 2nd | 2002年3月6日  | SUPER SUNNY DAY | PSCR-6031 |
| 3rd | 2002年7月31日 | 深色            | PSCR-6060 |

### セルフカバー・アルバム
|     | 発売日         | タイトル | 規格品番  |
| --- | -------------- | -------- | --------- |
| 1st | 2013年7月27日  | AG       | FTR-CD002 |
| 2nd | 2024年11月22日 | AG2      | LILA-005  |

### ライブ・アルバム
|     | 発売日         | タイトル              | 規格品番  |
| --- | -------------- | --------------------- | --------- |
| 1st | 2009年4月4日   | WONDERFUL LIFE        | CRS-002   |
| 2nd | 2015年11月21日 | SAGITTARIUS TURQUOISE | FTR-CD005 |
| 3rd | 2018年5月13日  | 25YEARS AROUND        | FTR-CD007 |
| 4th | 2025年8月1日   | Trash or Diamond 2025 | LILA-0006 |

### ベスト・アルバム
|     | 発売日        | タイトル                                        | 規格品番    |
| --- | ------------- | ----------------------------------------------- | ----------- |
| 1st | 2002年6月19日 | GOLDEN☆BEST 橘いずみ                            | MHCL-132    |
| 2nd | 2012年7月25日 | GOLDEN☆BEST 橘いずみ＋榊いずみ 20th Anniversary | MHCL-2094-5 |

### CD-BOX
|     | 発売日       | タイトル                                                     | 規格品番    |
| --- | ------------ | ------------------------------------------------------------ | ----------- |
| 1st | 2019年3月8日 | Izumi works from 1992-1997 〜Sony Music Years Complete Box〜 | DQCL-3471-8 |

### インストゥルメンタル・アンビエントCD
|     | 発売日         | タイトル                     | 規格品番 |
| --- | -------------- | ---------------------------- | -------- |
| 1st | 2022年6月18日  | When I meet you like a magic | LILA-002 |
| 2nd | 2022年11月25日 | Around the Corner            | LILA-003 |

### 映像作品
|     | 発売日                                    | タイトル                                                            | 規格品番                                 | 備考                                                                         |
| --- | ----------------------------------------- | ------------------------------------------------------------------- | ---------------------------------------- | ---------------------------------------------------------------------------- |
| 1st | VHS・LD: 1994年12月1日 DVD: 2012年2月26日 | 灰とダイヤモンド IZUMI TACHIBANA CONCERT TOUR "SUNSHINE 1993〜1994" | VHS: SRVM-422 LD: SRLM-422 DVD: DYBL-263 |                                                                              |
| 2nd | 1995年11月22日                            | 真空パック症 Vacuum Pack Syndrome; IZUMI "26" TACHIBANA             | VHS: SRVM-487 LD: SRLM-487               |                                                                              |
| 3rd | 1996年12月1日                             | 真空パック症 Vacuum Pack Syndrome; IZUMI "27" TACHIBANA             | VHS: SRVM-557 LD: SRLM-557               |                                                                              |
| 4th | 1997年12月1日                             | 真空パック症 Vacuum Pack Syndrome; IZUMI "28" TACHIBANA             | VHS:SRVM-5606 LD:SRLM-5606               |                                                                              |
| 5th | 2007年7月8日                              | 2006                                                                | CRS-001                                  |                                                                              |
| 6th | 2013年12月7日                             | 真空パック症 Vacuum Pack Syndrome;Izumi"26〜28"Tachibana            | DYBL-468                                 | 1995年〜1997年に発売の真空パック症 "26""27""28"を1パッケージ3枚組としてDVD化 |
| 7th | 2015年7月24日                             | Izumi Clips                                                         | DQBL-554                                 |                                                                              |
| 8th | 2018年5月13日                             | 25YEARS AROUND                                                      | FTR-DVD001                               |                                                                              |
| 9th | 2025年8月1日                              | Trash or Diamond 2025                                               | LILA-0007                                |                                                                              |

## 楽曲提供
※歌手名は50音順
| アーティスト         | 作詞作曲 | タイトル                                 | 備考 |
| -------------------- | -------- | ---------------------------------------- | --- |
| 上戸彩               | 作詞     | 「涙の虹」                               | 榊いずみ名義。上戸彩との共同作詞                                                                              |
| 小畑由香里           | 作曲     | 「BLUE FOX」 「LOVE CLOCK-恋の秒針」     | 橘いずみ名義                                                                                                  |
| カラーボトル         | 作詞作曲 | 「太陽」                                 | 橘いずみ名義。カラーボトルのアルバム『生きる』収録。編曲は赤堀真之、カラーボトル                              |
| 栗もえか             | 作曲     | 「明日には」                             | 榊いずみ名義。作詞は雨宮かのん                                                                                |
| JEHO                 | 作詞作曲 | 「DOWN」                                 | 橘いずみ名義。作詞作曲ともJEHO、須藤晃との共同。コーラス参加                                                  |
| JEHO                 | 作曲     | 「心ここにあらず」 「電信柱」            | 橘いずみ名義                                                                                                  |
| 鈴木紗理奈           | 作詞     | 「ガム」                                 | 橘いずみ名義                                                                                                  |
| 高橋みなみ           | 作詞作曲 | 「わたしの証明」                         | 榊いずみ名義。共作曲・佐藤亙。 高橋みなみのアルバム『愛してもいいですか?』（2016年10月12日）収録              |
| 寺島進               | 作詞作曲 | 「ROAD MOVIE」                           | 榊いずみ名義。東映Vシネマ『流し屋鉄平』主題歌                                                                 |
| 中村 中              | 作詞作曲 | 「愛してる」                             | 橘いずみ名義。中村 中のアルバム『ベター・ハーフ』収録。                                                       |
| MAKOTO               | 作曲     | 「窓」 「心のカガミ」                    | 橘いずみ名義                                                                                                  |
| masami               | 作詞作曲 | 「空が泣いている」                       | 榊いずみ名義。共作曲・佐藤亙。映画『木屋町DARUMA』主題歌                                                      |
| masami               | 作詞作曲 | 「青春」                                 | 榊いずみ名義。共作曲・佐藤亙。                                                                                |
| MiNo                 | 作詞     | 「Jewelry Box」                          | 榊いずみ名義。MiNoと共作詞。映画『無花果の森』主題歌                                                          |
| MiNo                 | 作詞     | 「カナリア 〜無花果の森〜」 「幸せの花」 | 榊いずみ名義                                                                                                  |
| フラワーカンパニーズ | 作詞作曲 | 「失格」                                 | 橘いずみ名義。2013 Mix Ver.としてフラワーカンパニーズのアルバム『夜空の太陽』収録。編曲はフラワーカンパニーズ |
| 森進一               | 作曲     | 「ライラ ライ」 「見上げれば光る星」     | 橘いずみ名義                                                                                                  |

## 主題歌・劇伴音楽

### 映画
- しあわせになろうね（1998年） - 主題歌のみ『しあわせ』※CD-BOX『Izumi works from 1992-1997 〜Sony Music Years Complete Box〜』収録
- 棚の隅（2007年） - 主題歌のみ『つまらない世界』※アルバム『Family Tree』収録
- GROW 愚郎（2007年） - 音楽担当
- ぼくのおばあちゃん（2008年） - 音楽担当 / 主題歌『Wonderful Life』※アルバム『一瞬のまばたきみたいに消えてしまう僕らはきらめき』収録
- 誘拐ラプソディー（2010年） - 音楽担当
- 捨てがたき人々（2014年） - 音楽担当 / 主題歌『蜘蛛の糸』※アルバム『ほねのうずめ方』収録
- 流し屋鉄平（2015年） - 音楽担当
- 木屋町DARUMA（2015年） - 音楽担当
- トマトのしずく（2017年） - 音楽担当  / 主題歌『Maria』※アルバム『一瞬のまばたきみたいに消えてしまう僕らはきらめき』収録[13]
- アリーキャット（2017年） - 音楽担当 / 主題歌『Lost and Found』※アルバム『SOUNDTRACKS』収録
- 生きる街（2018年） - 音楽担当
- ハザードランプ（2022年公開予定） - 音楽担当 ※監督・榊英雄の不祥事により公開中止
- 蜜月（2022年公開予定） - 音楽担当 ※監督・榊英雄の不祥事により公開中止

### テレビドラマ
- この愛に生きて（1994年、フジテレビ） - 主題歌のみ『永遠のパズル』 ※橘いずみ名義
- まかない荘（2016年、メ〜テレ） - 音楽担当 / 主題歌『キッチン』※アルバム『SOUNDTRACKS』収録
- 侠飯〜おとこめし〜（2016年、テレビ東京） - 音楽担当
- まかない荘2（2017年、メ〜テレ） - 音楽担当 / 主題歌『HOME』
- ぼくらのショウタイム（2019年、メ〜テレ） - 音楽担当（一部のみ）
- ミリオンジョー（2019年、テレビ東京） - 音楽担当
- ワンモア（2021年、メ〜テレ） - 音楽担当

### ストリーミング配信
- 暴力無双 -サブリミナル・ウォー-（2021年、東映） - 音楽担当

## ポッドキャスト
- 榊いずみの定時制フィーリング（2013年2月 - 、毎週水曜日） ※2022年3月より休止中

## ラジオ
- 橘いずみのオールナイトニッポン（1992年10月 - 1993年10月1日、ニッポン放送） - 金曜2部担当

## 書籍
- SWEETS（1994年11月1日、幻冬舎）ISBN 978-4-87728-029-1